# Coulounieix-Chamiers
Coulounieix-Chamiers (trong tiếng Occitan Colonhés e Champs Niers) là một xã của Pháp, nằm ở tỉnh Dordogne trong vùng Aquitaine của Pháp.
Người dân địa phương trong tiếng Pháp gọi là Colomnierois hay Chamiérois.

## Thông tin nhân khẩu
| Năm    | 1793 | 1800 | 1806 | 1821 |
| ------ | ---- | ---- | ---- | ---- |
| Dân số | -    | 462  | 583  | 644  |

|
Coulounieix: Source Cassini 
| Năm    | 1793 | 1800 | 1806 | 1821 |
| ------ | ---- | ---- | ---- | ---- |
| Dân số | -    | 298  | 312  | 328  |

|
|}
Coulounieix-Chamiers: Nguồn: INSEE  et Cassini 
| 1793 | 1800 | 1806 | 1821 | 1831 | 1836 | 1841  | 1846 | 1851  |
| ---- | ---- | ---- | ---- | ---- | ---- | ----- | ---- | ----- |
| -    | -    | -    | -    | 980  | 980  | 1 011 | 960  | 1 044 |

| 1856  | 1861  | 1866  | 1872  | 1876  | 1881  | 1886  | 1891  | 1896  |
| ----- | ----- | ----- | ----- | ----- | ----- | ----- | ----- | ----- |
| 1 045 | 1 073 | 1 186 | 1 188 | 1 237 | 1 299 | 1 333 | 1 415 | 1 403 |

| 1901  | 1906  | 1911  | 1921  | 1926  | 1931  | 1936  | 1946  | 1954  |
| ----- | ----- | ----- | ----- | ----- | ----- | ----- | ----- | ----- |
| 1 436 | 1 332 | 1 418 | 1 461 | 1 610 | 1 677 | 1 719 | 2 016 | 2 709 |

| 1962                                         | 1968  | 1975  | 1982  | 1990  | 1999  | - | - | - |
| -------------------------------------------- | ----- | ----- | ----- | ----- | ----- | - | - | - |
| 5 816                                        | 7 421 | 8 169 | 8 250 | 8 403 | 8 102 | - | - | - |
| Số liệu kể từ 1962 : dân số không tính trùng |       |       |       |       |       |   |   |   |